# Ibne Saíde Almagribi
Alboácem Ali ibne Muça Ibne Saíde Almagribi (em árabe: علي بن موسى المغربي بن سعيد; romaniz.: Abū al-Ḥasan ʿAlī ibn Mūsā ibn Saʿīd al-Maghribī; 1213 (812 anos)-1286), foi um geógrafo, historiador, poeta e o mais importante coletor de poesia do Alandalus nos séculos XII e XIII.

## Vida
ibne Saíde nasceu em Alcalá la Real próximo de Granada no seio duma proeminente família cujos membros eram literatos, e cresceu em Marraquexe. Ele subsequentemente estudou em Sevilha e ficou em Túnis, Alexandria, Cairo, Jerusalém e Alepo. Aos 30 anos, realizou uma peregrinação para Meca. Ele também era um íntimo amigo do poeta muladi ibne Moconde, o Lixbonim (de Lisboa). Seus últimos anos foram gastos em Túnis, onde morreu em 1286.

## Escritos

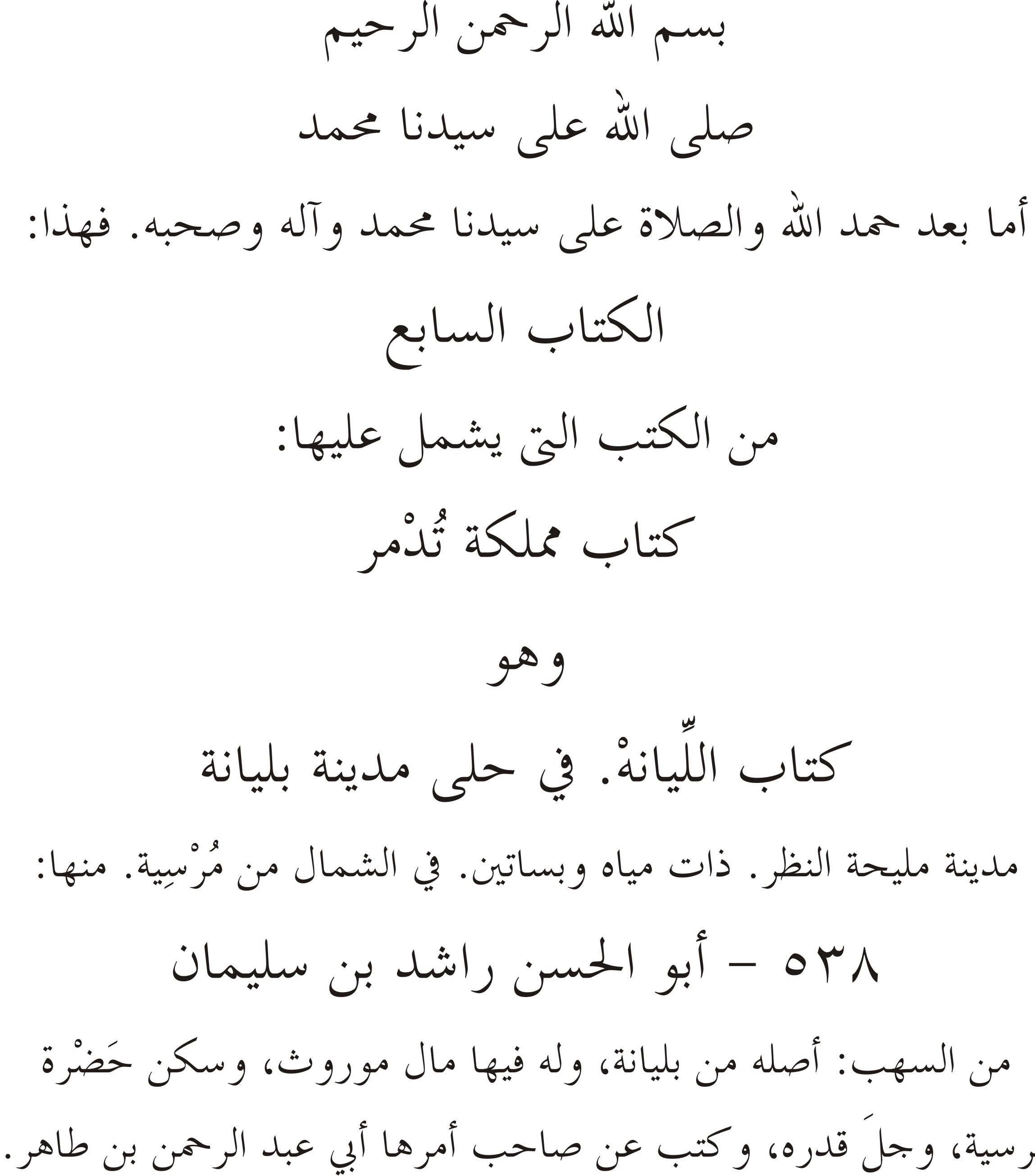
Excerto do capítulo sobre Vilhena no Livro do Magrebe no qual o poeta Alboácem Raxide ibne Solimão é mencionado

Ibne Saíde Almagribi escreveu ou compilou ao menos 40 obras em vários ramos do conhecimento. Sua realização melhor conhecido foi a conclusão da obra em 40 volumes O Livro Extraordinário sobre Adornos do Ocidente (al-Mughrib fī ḥulā l-Maghrib), que foi iniciado um século antes por Abu Maomé Alhijari (1106-1155) a mando do bisavô de ibne Saíde, Abedal Maleque. Abu Maomé Alhijari completou 6 volumes; Abedal Maleque e seus filhos (o avô e tio avô de ibne Saíde), bem como o pai de ibne Saíde adicionaram mais alguns volumes, enquanto ele concluiu a obra.
Parte de seu trabalho circulou separadamente como Bandeiras dos Campeões e os Estandartes dos Distintos (Rāyāt al-mubarrizīn wa-ghāyāt al-mumayyazīn), que ibne Saíde compilou no Cairo, completando-a em 21 de junho de 1243 (641 A.H.). É, nas palavras de Louis Cromption, "talvez a mais importante" das várias antologias poéticas andalusinos medievais. "Seu objetivo na compilação parece ter sido mostrar que poesia produzida no Ocidente foi tão boa quanto qualquer coisa que o Oriente tinha a oferecer (e que o séquito de ibne Saíde e sua família foi especialmente boa)".
Como um viajante infatigável, ibne Saíde era profundamente interessado em geografia. Em 1250, escreveu seu O Livro da Extensão da Terra em Longitudes e Latitudes (Kitab bast al- ard fi 't -t ul wa-'l-'ard). Sua Geografia (Kitab al-Jughrafiya) corporifica a experiência de suas extensas viagens através do mundo muçulmano e nas costas do Oceano Índico. Ele também dá um relato de parte do norte da Europa incluindo a Irlanda e Islândia. Ele visitou a Armênia e esteve na corte de Hulagu Cã de 1256 a 1265.
Ele também escreveu uma história do Magrebe, que ao mesmo tempo inclui a Ibéria islâmica (Alandalus), chamada Livro do Magrebe (Al-Mugrib fī ḥulā al-Magrib). O livro é um meio caminho entre antologia poética e geografia, coletando informação sobre os poetas magrebinos organizada por origem geográfica. Um exemplo dos próprios poemas de ibne Saíde, que ele incluiu no Bandeiras dos Campeões e os Estandartes dos Distintos, é "cavalo negro com um tórax branco".